# Haute Cour de Jerusalén
La Alta Corte de Jerusalén era el consejo feudal del reino de Jerusalén. En alguna ocasión recibió también el nombre de curia generalis, curia regis, o, más raramente, el de Parlamento.
Ejercía una combinación de funciones, que fundían los poderes legislativo y judicial. En su base estaba la idea del parlamento medieval: el soberano necesitaba el consentimiento de sus súbditos en ciertos asuntos, como los impuestos y las obligaciones militares.
Aparentemente, ni el Principado de Antioquía, ni los condados de Trípoli o de Edesa, que eran vasallos del rey de Jerusalén, estaban sujetos a la Alta Corte.
Se encargaba de aplicar los impuestos que gravaban a los habitantes del reino y votaba las expediciones militares. Un voto formal de guerra obligaba a la movilización de todos los vasallos del reino. También era el único cuerpo judicial con capacidad para juzgar a los nobles. Además se encargaba de la elección del rey o de su regente, o de buscar el pacto en las disputas entre varios pretendientes. Cada nuevo reinado empezaba con una reunión de la Alta Corte para reconocer formalmente al nuevo rey y prestarle juramento de homenaje. También ofrecía consejo al rey.
- Datos: Q381637